# And Winter Came...
And Winter Came... è il settimo album in studio della musicista e cantante irlandese Enya, pubblicato nel 2008 dalla Warner Music.
L'album ha come tema l'inverno, questo lavoro rappresenta in un certo senso un "ritorno alle origini" per la cantante irlandese, poiché presenta molti punti di contatto con i suoi primi lavori, in particolare Watermark, pubblicato esattamente 20 anni prima. Viene dunque momentaneamente interrotto il filone sperimentativo avviato dal precedente album Amarantine.
Il disco ha superato le 3.000.000 di copie vendute in tutto il mondo

## Il disco

### Tracce
Testi di Roma Ryan, musiche di Enya.
1. And Winter Came... – 3:15
2. Journey of the Angels – 4:47
3. White Is in the Winter Night – 3:00
4. O Come, O Come, Emmanuel – 3:40
5. Trains and Winter Rains – 3:44
6. Dreams Are More Precious – 4:25
7. Last Time By Moonlight – 3:57
8. One Toy Soldier – 3:54
9. Stars and Midnight Blue – 3:08
10. The Spirit of Christmas Past – 4:18
11. My! My! Time Flies! – 3:02
12. Oiche Chiuin (Chorale) – 3:49

iTunes Bonus Track
1. Miraculum – 3:53

## Successo commerciale
And Winter Came... ottiene, al pari degli altri album di Enya, ottimi piazzamenti nelle classifiche di tutto il mondo, raggiungendo la Top 10 in 22 paesi nonché nella classifica europea e mondiale.
Nella prima settimana ha venduto 236.000 copie, di cui 92.000 negli Stati Uniti e 29.000 in Giappone.
A fine 2008 l'album ottiene la certificazione di disco di platino dalla IFPI per aver superato 1 milione di copie vendute in Europa, di cui 60.000 in Italia. Globalmente And Winter Came... ha già venduto 1.700.000 copie e risulta essere il 25° album più venduto dell'anno.

### Stati Uniti
Negli Stati Uniti l'album ha debuttato alla 8ª posizione della Billboard 200 vendendo 92.000 copie, nella seconda settimana è sceso alla 9ª posizione vendendo 83.000 copie e ha trascorso in totale 20 settimane consecutive in classifica.
Nei tre anni seguenti And Winter Came... è rientrato costantemente in classifica come Catalog album, raggiungendo la 57ª posizione nel 2009, la 170ª nel 2010 e la 172ª nel 2011, per un totale di 28 settimane non consecutive in classifica.
Secondo quanto rivelato dalla Billboard, le copie vendute negli USA fino al 16 ottobre 2011 sono 838.000.

## Classifiche
| Classifica                | Posizione |
| ------------------------- | --------- |
| Mondo                     | 3         |
| Europa                    | 2         |
| Australia                 | 7         |
| Austria                   | 6         |
| Belgio (Vallonia)         | 1         |
| Belgio (Fiandre)          | 2         |
| Canada                    | 4         |
| Danimarca                 | 9         |
| Finlandia                 | 21        |
| Francia                   | 9         |
| Germania                  | 3         |
| Giappone                  | 6         |
| Hong Kong                 | 1         |
| Irlanda                   | 13        |
| Italia                    | 6         |
| Messico                   | 38        |
| Nuova Zelanda             | 9         |
| Norvegia                  | 17        |
| Paesi Bassi               | 2         |
| Paesi Bassi Backcatalogue | 27        |
| Polonia                   | 16        |
| Portogallo                | 15        |
| Regno Unito               | 6         |
| Repubblica Ceca           | 2         |
| Russia                    | 9         |
| Spagna                    | 2         |
| Svezia                    | 4         |
| Svizzera                  | 3         |
| Ungheria                  | 3         |
| Uruguay                   | 10        |
| Billboard 200             | 8         |
| Billboard New Age Albums  | 1         |
| Billboard Catalog Albums  | 14        |
| Billboard Digital Albums  | 8         |
| Billboard Holiday Albums  | 1         |

### Classifiche di fine anno
| Paese                    | 2008 | 2009 |
| ------------------------ | ---- | ---- |
| Mondo                    | 25   | —    |
| Europa                   | —    | 24   |
| Australia                | 29   | —    |
| Austria                  | —    | 46   |
| Belgio (Vallonia)        | 52   | 46   |
| Belgio (Fiandre)         | 46   | 38   |
| Canada                   | —    | 25   |
| Francia                  | 83   | —    |
| Italia                   | 60   | 87   |
| Nuova Zelanda            | 26   | —    |
| Paesi Bassi              | 18   | 56   |
| Regno Unito              | 64   | —    |
| Spagna                   | 41   | 46   |
| Svizzera                 | 24   | 36   |
| Billboard 200            | —    | 56   |
| Billboard New Age Albums | 2    | 1    |